# Cuncy-lès-Varzy
Cuncy-lès-Varzy – miejscowość i gmina we Francji, w regionie Burgundia-Franche-Comté, w departamencie Nièvre.
Według danych na rok 1990 gminę zamieszkiwało 141 osób, a gęstość zaludnienia wynosiła 9 osób/km² (wśród 2044 gmin Burgundii Cuncy-lès-Varzy plasuje się na 770. miejscu pod względem liczby ludności, natomiast pod względem powierzchni na miejscu 614.).